# Erupción del Monte Ontake de 2014
El 27 de septiembre de 2014 tuvo lugar una erupción volcánica del monte Ontake (en japonés: 御嶽山, Ontake-san), que mató a 63 personas. El monte Ontake es un volcán ubicado en la isla japonesa de Honshu, a unos 100 kilómetros (62 millas) al noreste de Nagoya y a unos 200 km (120 millas) al oeste de Tokio. Fue la primera erupción volcánica mortal en Japón desde la erupción de 1991 en el Monte Unzen, y la erupción volcánica más mortal en Japón desde la erupción del Torishima (en las islas Izu), que mató a unas 150 personas en 1902.

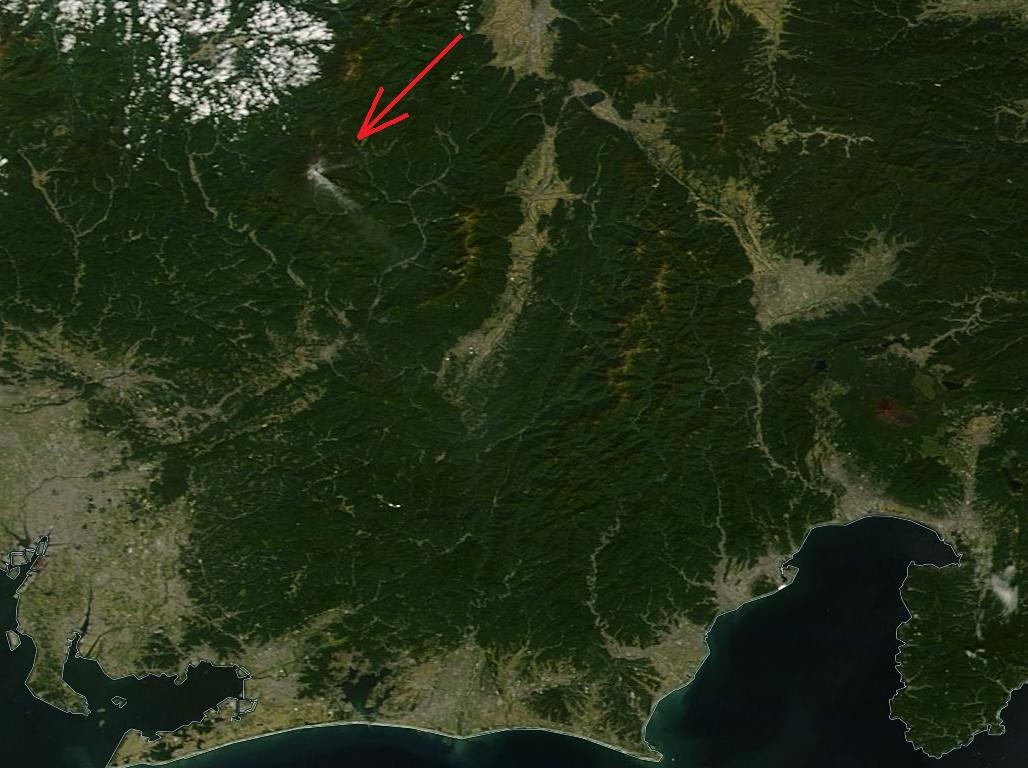
Una imagen por satélite de la erupción del Monte Ontake (28 de septiembre de 2014).